# Huracán Matthew
El Huracán Matthew fue la decimocuarta tormenta de la temporada de huracanes del Atlántico de 2016 y el quinto que alcanza la categoría de huracán. Matthew se convirtió en un poderoso huracán categoría 5 en la escala de huracanes de Saffir-Simpson el 30 de septiembre, para después descender como categoría 4 a su entrada a tierra. Es considerado como el huracán más fuerte que ha afectado el área del Caribe desde el huracán Félix en 2007.
El gobierno de Jamaica emitió un aviso de huracán y alerta máxima para todo el territorio nacional, mientras que el haitiano dictó una alerta de tormenta tropical para la costa sur occidental del país, desde la frontera sur con República Dominicana hasta Puerto Príncipe.
El instituto Nacional de Meteorología e Hidrología de Venezuela (INAMEH) declaró alerta azul en el occidente del país, específicamente a los estados Falcón y Norte del Zulia por el paso del huracán. Por su parte, el Instituto de Hidrología, Meteorología y Estudios Ambientales de Colombia (IDEAM) declaró alerta roja para toda la Costa Norte en Colombia, que horas más tarde fue descendida a alerta amarilla.
Horas más tarde el huracán descendió de categoría 5 a 4, mientras se alejaba de las costas de Colombia.
Luego de varios días, entró en las Antillas Mayores afectando a la República Dominicana, Haití y Cuba. En este último país la cifra de muertos fue cero, mientras que últimos números hablan de más de 1000 muertes directas en Haití. Al alejarse de esas tierras, llegó a los Estados Unidos entrando en la ciudad de Miami, en Florida. Finalmente fue perdiendo potencia, llegando a la categoría 1 en la escala Saffir-Simpson.

## Historia meteorológica

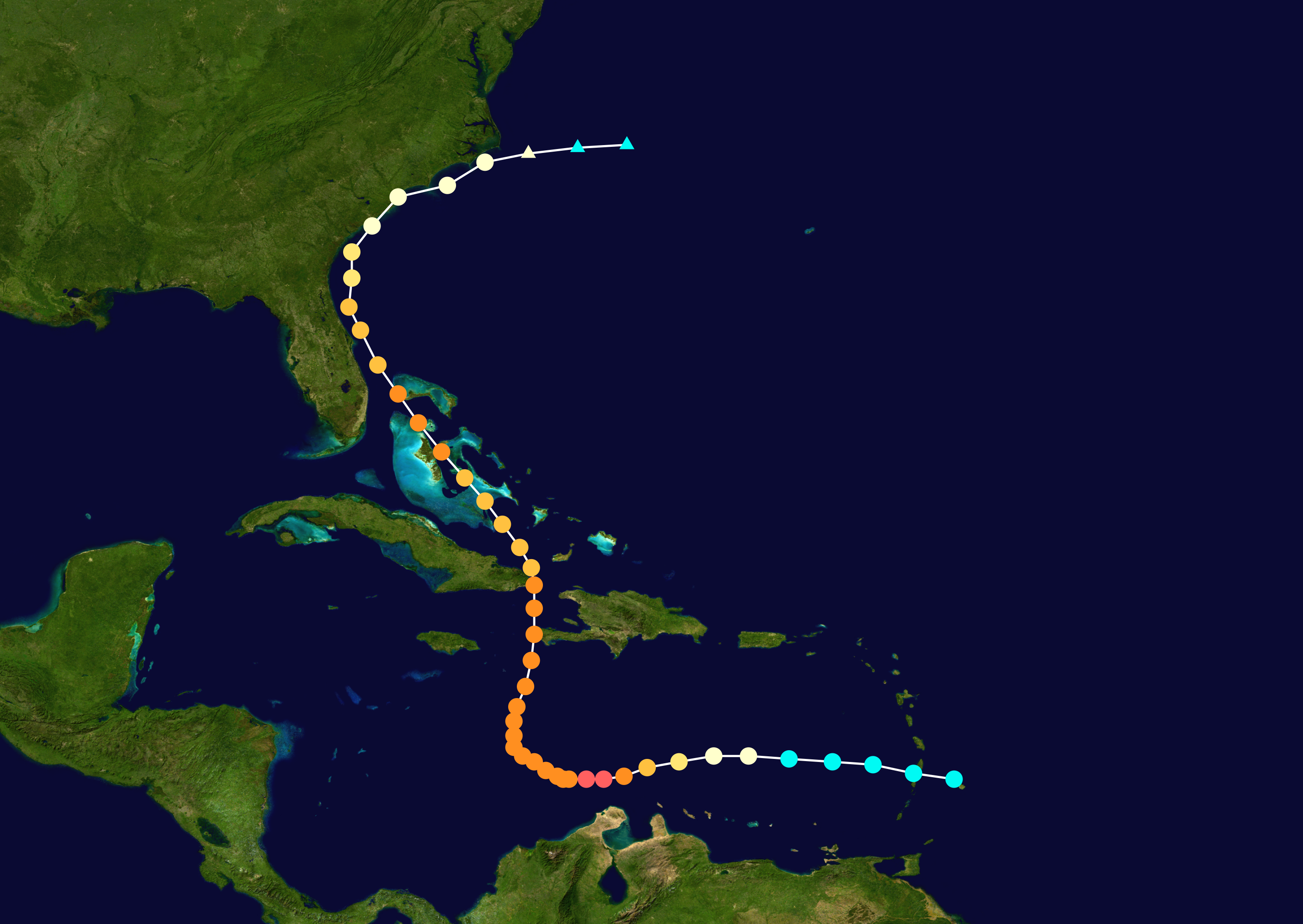
Trayectoria actual del huracán Matthew

El 22 de septiembre, el Centro Nacional de Huracanes (NHC) anuncia la formación de una onda tropical de baja latitud en el extremo oriental en el Atlántico con posible desarrollo ulterior. Propulsada hacia el oeste y, a continuación, hacia el noroeste, en una zona de alta presión al este de las Bermudas, la onda adquirió organización, estableciéndose una gran zona de convección alrededor del centro y convirtiéndose en un ciclón tropical. El 27 de septiembre, un avión de reconocimiento del Cazadores de huracanes encontró vientos cerca de fuerza de tormenta tropical. El 28 de septiembre, otro vuelo de cazahuracanes encuentra vientos de 60 mph (95 km/h). El NHC inicia advertencias sobre la tormenta tropical Matthew a las 15:00 GMT de ese día. Solo unas horas después de la clasificación como tormenta tropical, Matthew se desplazó hacia Santa Lucía y entró en el mar Caribe. Al día siguiente, a pesar de un moderado cizallamiento al suroeste, Matthew se convirtió en un huracán categoría 1 de la escala Saffir-Simpson el 29 de septiembre. Dos días después, Matthew alcanzó la categoría 4. Matthew fue considerado como el huracán más fuerte de la temporada.

## Lugares afectados y sus impactos

### ArubaAruba
Las autoridades de Aruba, exhortaron a la población a reforzar sus viviendas y almacenar productos básicos.
Los supermercados estaban llenos por personas que necesitaban abastecerse. Algunas calles se inundaron en Aruba en los primeros momentos del impacto de la tormenta pero no hubo evacuaciones reportadas

### ColombiaColombia
Justo en su paso cerca de la costa Caribe de Colombia, el huracán se intensificó a Categoría 5. Una persona falleció en la península de La Guajira en el municipio de Uribia a causa de una corriente de agua provocada por fuertes lluvias. El fenómeno natural ocasionó serias inundaciones, arroyos y oleajes. El fenómeno también causó que se tuvieran que evacuar varios pueblos, quedando en su mayoría abandonados.
7 vuelos de la aerolínea Avianca que se dirigían hacia La Guajira y la Costa Norte en general fueron cancelados debido al coletazo del huracán. La aerolínea LATAM presentó retraso en sus vuelos generando congestión en Aeropuerto Internacional el Dorado de Bogotá.
En un principio el gobierno emitió alerta por tormenta tropical, que en ese entonces Matthew no era un huracán. Después el IDEAM emitió una alerta máxima para toda la región Caribe.

### CurazaoCurazao
Matthew causó que algunas calles se inundaran en Curazao.Producto de esto se postergaron las elecciones parlamentarias de Curazao para una semana después.

### HaitíHaití
Matthew golpeo con fuerza la costa sur de Haití, enormes mareas causaban inundaciones costeras anegando las precarias edificaciones y viviendas.
Una mujer enferma murió en la noche del lunes en el poblado costero de Port-Salut al verse imposibilitada de dejar su vivienda para recibir ayuda médica.
Un hombre murió al naufragar la embarcación en la que iba con otros dos pescadores, en la costa sur. Dos de los tripulantes lograron llegar a la costa, pero el cuerpo del tercero fue hallado sin vida.
Otro hombre desapareció en una embarcación precaria que se rompió el domingo en Aquin, también en el sur de Haití, en la que iban otras tres personas que sobrevivieron.
El huracán Matthew causó el fallecimiento de 900 personas en su paso por el país caribeño y causó una gran destrucción material en el país debido a las precarias estructuras de vivienda en que están construidas. Las zonas afectadas fueron las más pobres. Actualmente son más de 1000 muertos, y todavía se buscan a más de un millón de personas, que se creen que podrían estar muertas y si sobreviven estarían gravemente heridas, son más de 57000 heridos graves tras el paso del huracán Matthew, el daño dejado en Haití superan los $6 mil millones de dólares actualmente, se cree que podría superar los $12 mil millones.
El Gobierno haitiano declaró tres días de luto nacional y solicitó apoyo internacional.

### Santa LucíaSanta Lucía
Antes de que se convirtiera en huracán, la tormenta tropical Matthew golpeó a la isla de Santa Lucía, dejando a su paso calles inundadas.

### San Vicente y las GranadinasSan Vicente y las Granadinas
El huracán causó por lo menos una muerte al entrar en el Caribe. En la isla de San Vicente y las Granadinas, las autoridades reportaron que un joven de 16 años fue aplastado por una roca cuando trataba de destrabar un desagüe.

### VenezuelaVenezuela
En Venezuela, el paso del fenómeno como tormenta tropical afectó los estados costeros del oriente venezolano. Una vez convertido en huracán, la península de Paraguaná en el estado Falcón, y los estados Zulia y Vargas fueron los más afectados por las fuertes precipitaciones con ráfagas de viento y descargas eléctricas con olas que llegaron a superar los 3.5 metros de altura, lo cual causó el cierre de las playas. Además, el paso de fenómeno generó cortes en el servicio eléctrico y otros daños materiales.
Los efectos del huracán no solo fueron percibidos en los estados costeros ya que Táchira, siendo un estado andino, se vio afectado por el fenómeno. Un saldo de 27 derrumbes y 80 viviendas afectadas dejaron las intensas lluvias caídas en la zona montañosa del estado Táchira.

### Estados Unidos

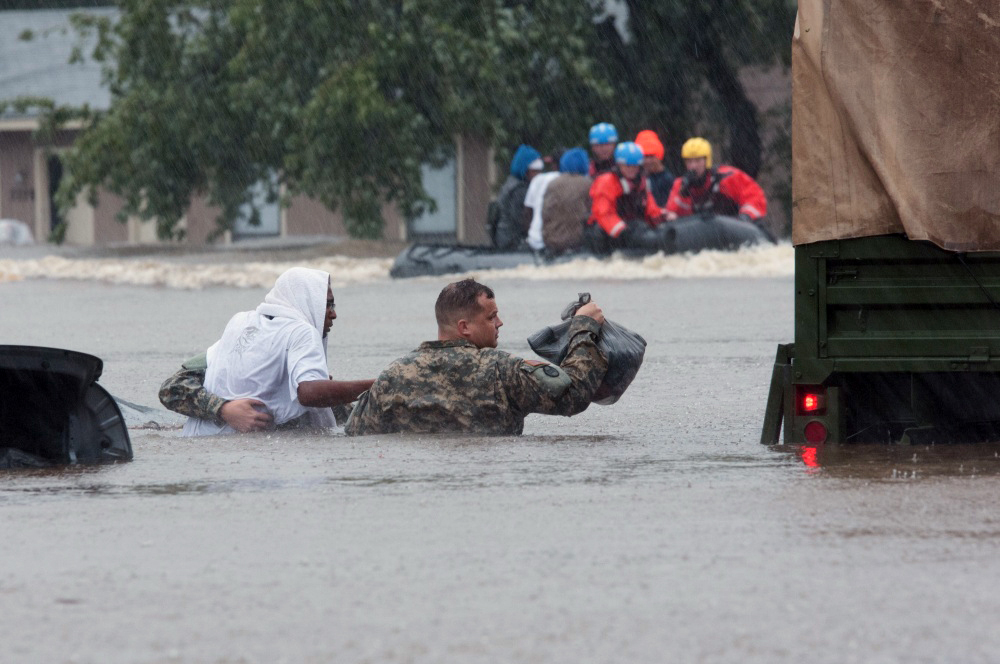
La Guardia Nacional de Carolina del Norte ayuda con rescates en aguas altas en Fayetteville, Carolina del Norte

Ocasionó lluvias intensas. El gobierno decretó un toque de queda. En Georgia, tres personas murieron, incluyendo discapacitada en silla de ruedas después de que dos árboles cayeron sobre su casa. Cinco personas murieron antes en Florida. Matthew ha sido la tormenta más poderosa en tocar tierra en más de una década en EE. UU.
Miles de personas fueron evacuadas de sus hogares y más de un millón se quedaron sin energía eléctrica. La tormenta también trajo fuertes inundaciones a la histórica ciudad de Charleston, en Carolina del Sur. Ya son más de 76 personas muertas y más de $26 mil millones de dólares en daños, se cree que el huracán Matthew, pudo haber ocasionado daños mayores, algunas zonas están tan devastadas que parecen zonas afectadas del huracán Katrina, Florida, se podrían encontrar más de $50 mil millones de dólares, todavía se están contabilizando los daños, pero se mantienen los casi $30 mil millones de dólares que causó Matthew durante su recorrido.

### CubaCuba
Dejó un rastro de escombros, derrumbes y desolación en las zonas afectadas. Afortunadamente y gracias a los programas de intervención y prevención del gobierno cubano, Matthew pasó por Cuba sin causar ninguna víctima mortal. Los daños superan los $17 mil millones de dólares, siendo uno de los huracanes más destructivos en la historia de Cuba.

## Retiro
- Después de evaluar los daños y perdidas humanas causadas por este huracán, en primavera del 2017 la organización meteorológica mundial retiró el nombre de "Matthew" de la lista, fue reemplazado por "Martín" en la temporada 2022.